# Wallingtonský viadukt
Wallintonský viadukt (anglicky Wallington Viaduct) je cihlový železniční viadukt, který překračuje řeku Wallington ve Farehamu v hrabství Hampshire v Anglii. Most je chráněn jako památka II. stupně.

## Popis
Viadukt byl postaven kolem roku 1848 z červených cihel. Most, který má osmnáct oblouků, překračuje řeku Wallington, severní část přístavu Portsmouth a má pás ze žlutých cihel. Jeho délka je 221,284 m (242 yd). Viadukt byl uveden do provozu s železnicí London & South Western Railway do Coshamu v roce 1848.